# Crocidura musseri
Crocidura musseri (Ruedi & Vogel, 1995) è un toporagno della famiglia dei Soricidi endemico di Sulawesi.

## Descrizione

### Dimensioni
Toporagno di piccole dimensioni, con la lunghezza della testa e del corpo tra 62 e 77 mm, la lunghezza della coda tra 57 e 72 mm, la lunghezza del piede tra 13,4 e 14,8 mm e un peso fino a 10 g.

### Aspetto
La pelliccia è lunga, densa e soffice. Le parti dorsali sono brunastre con la base dei peli grigia, mentre le parti ventrali sono marroni chiare. In alcuni esemplari il mento è bianco. Il dorso delle zampe variano dal marrone scuro al color vinaccia. I piedi sono allungati. La coda è lunga circa quanto la testa ed il corpo ed è cosparsa di lunghe setole fino a due terzi della sua lunghezza. 

## Biologia

### Alimentazione
Si nutre di piccoli invertebrati.

## Distribuzione e habitat
Questa specie è conosciuta soltanto sul Gunung Rorekatimbo, nella parte centrale di Sulawesi.
Vive nelle foreste muschiose montane tra 1.000 e 1.500 metri di altitudine.

## Conservazione
La IUCN Red List, considerata la sua recente scoperta e le ancora scarse informazioni circa l'estensione dell'areale, lo stato di conservazione e i requisiti ecologici, classifica C. musseri come specie con dati insufficienti (Data Deficient).